# Constantino Lascaris
Constantino Láscaris (en griego: Κωνσταντῖνος Λάσκαρις - Kōnstantĩnos Láskaris; Constantinopla, 1434 - Mesina, 15 de agosto de 1501) fue un erudito y gramático griego, uno de los grandes promotores del Renacimiento del interés por la lengua y cultura griegas tanto en Italia como en Constantinopla. En Constantinopla fue alumno de Juan Argirópulo  (amigo y tal vez discípulo de Georgios Gemistos Pletón). En la toma de la ciudad por los Turcos en 1453 cayó prisionero, y consiguió la libertad quizás por rescate. En 1458 Constantino llegó a Milán, donde fue preceptor de  Hipólita Sforza, hija del duque  Francisco.

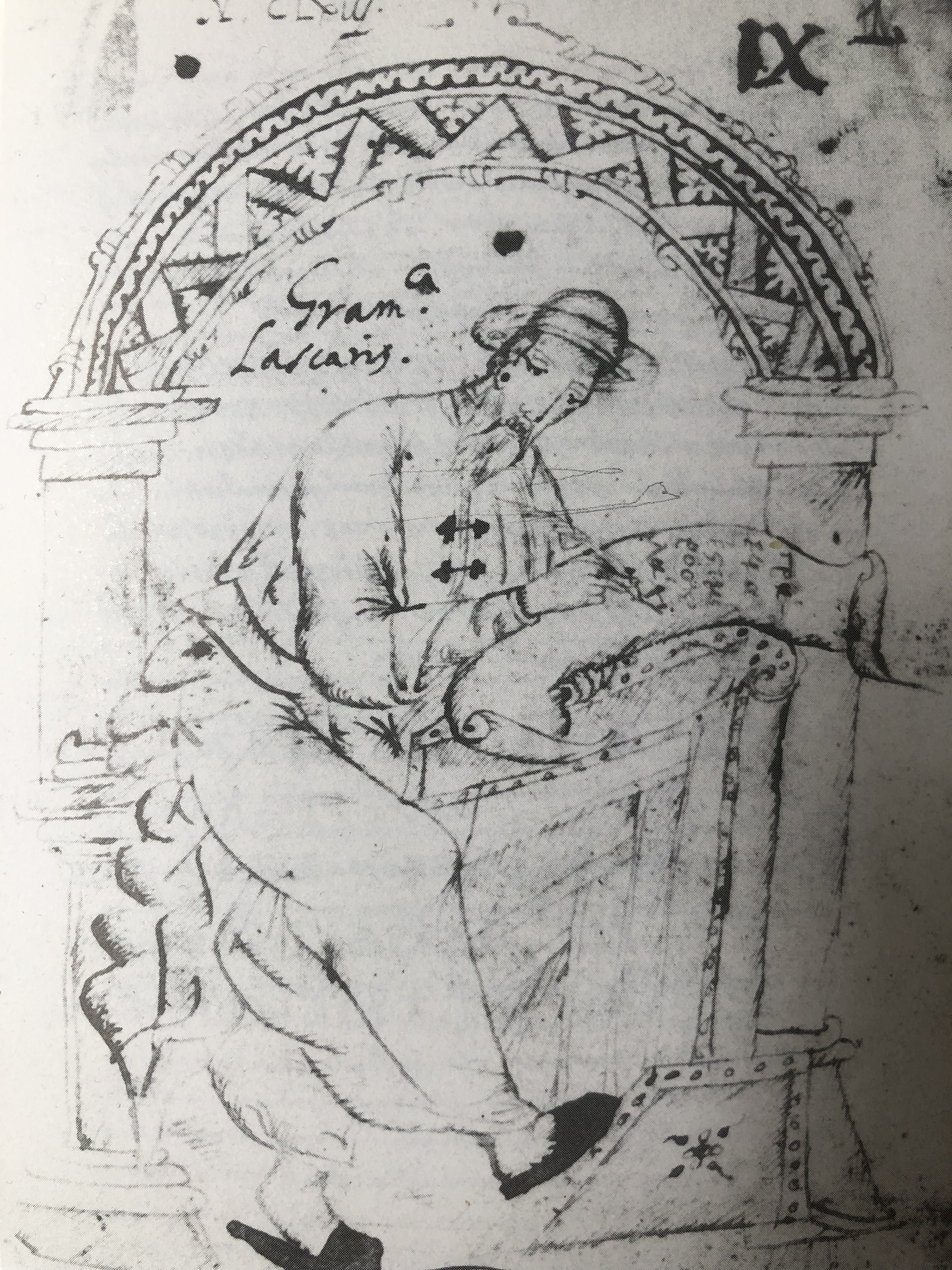
Constantino Láscaris escribiendo su Gramática

Tras dejar Milán, Láscaris se dedicó a la docencia en Roma, bajo el patronazgo de Basilio Bessarión y en Nápoles, donde había sido llamado por el rey Fernando I de Aragón (tal vez a través de su alumna  Hipólita Sforza, que se había casado en 1465 con Alfonso, hijo del rey). En 1466, a instancias de los eruditos de la ciudad, y especialmente de Ludovico Saccano, se estableció en Mesina (Sicilia), donde continuó enseñando hasta su muerte. Su escuela en la ciudad siciliana atrajo también a alumnos de toda la península itálica, entre ellos algunos que posteriormente se convertirían en escritores, personalidades y maestros de cierto relieve, como Pietro Bembo, Cristóbal Escobar, Angelo Gabrieli, Bernardino Rizzo, Antonio Maurolico, Francesco Faraone, Francesco Giannelli, Cola Bruno y Urbano Valeriani. De Láscaris llegó a la sala capitular de la catedral de Mesina su valiosa biblioteca, llena de raros manuscritos de filosofía, ciencia, literatura y magia.  Después de la revuelta mesinesa del 1674 la colección fue confiscada y trasladada a Palermo en 1678, y luego a España (en 1696), donde ingresó entre 1712 y 1713 en la Real Biblioteca de Madrid, hoy Biblioteca Nacional.
Después de su muerte, en la segunda mitad del siglo XVI, su tumba en Mesina fue totalmente destruida durante la represión de la Contrarreforma. Típico humanista del Renacimiento, polímata, se enteresó principalmente en el neoplatonismo pitagórico, tan querido por muchos eruditos bizantinos de la época. A través de sus alumnos Francesco Faraone, Antonio Maurolico y Giacomo Notese-Genovese, su sabiduría llegó al científico mesinés Francesco Maurolico.
Su Gramática, reimpresa en numerosas ocasiones (famosa la edición del 1494-1495 de Aldo Manuzio con los Versos Dorados de Pitágoras),  es el más destacable de sus trabajos. 
En 1499, en Mesina, fue impresa (en la prensa de Guillermo Schömberger) su obra Vitae illustrium philosophorum siculorum et calabrorum, con la primera biografía de Pitágoras del Renacimiento. 
Algunas de sus cartas fueron reproducidas por Juan de Iriarte en la Regiae Bibliothecae Matritensis codices Graeci manuscripti (Madrid, 1769). Su nombre fue posteriormente dado a conocer a los lectores en el romance de Abel-François Villemain, Lascaris, ou les Grecs du quinzieme siècle (1825). Es mencionado en la Hist. Class. Schol. de John Edwin Sandys.